# ISO 19770
Az ISO/IEC 19770 Software asset management (Szoftvereszköz-gazdálkodás) szabványcsomag célja az, hogy az alkalmazó szervezet számára biztosítsa szoftvereszközeinek hatékony kezelését. A csomag első része (ISO/IEC 19770-1) 2006. május 9-én került kibocsátásra Processes (Folyamatok) címmel. A Software Identification Tag (Szoftvercímke) című második rész (ISO/IEC 19770-2) 2009. november 11-én jelent meg. Javaslati anyag született továbbá Software entitlement tag (Szoftverhasználati jogosítvány címke) címmel, amely várhatóan a 19770-es szabványcsomag harmadik része lesz (ISO/IEC 19770-3). Az eredeti tervek szerint negyedik részként (ISO/IEC 19770-4) kerülne megfogalmazásra egy SAM maturity/capability assessment (A SAM érettségének/hatóképességének értékelése) szabvány, de ennek kidolgozása még várat magára.
A 19770-es szabványok megalkotása az ISO/IEC JTC1 SC7 WG21 munkacsoport feladata, azonban a szakmai munkában és a véleményezésben az ITIL közösség, az Investors in Software (IiS Archiválva 2008. december 17-i dátummal a Wayback Machine-ben) szervezet, egyes nemzeti szabványügyi intézetek (svéd és brit nemzeti szabványügyi testületek – SIS, BSI) és a szoftvereszköz-gazdálkodás fejlesztését támogató egyéb közösségek is aktívan részt vesznek, így elmondható, hogy a szabványrészek a szakma széles körű összefogásának eredményeként jönnek létre.
- Az ISO/IEC 19770-1 Information Technology – Software asset management - Part 1: Processes szabvány a szoftvereszköz-gazdálkodás egységes folyamatkészletének alapjait fekteti le, azonban nem tartalmaz kifejezett tevékenységeket, vagyis az eredmények eléréséhez szükséges tennivalókat. A szabvány így tulajdonképpen azt teszi lehetővé, hogy a szervezetek az elért eredményeken keresztül bizonyíthassák a SAM folyamatok szabványos végrehajtását. A dokumentumban foglaltak szerint a szabvány „azért került kidolgozásra, hogy lehetővé tegye egy szervezet számára a szoftvereszköz-gazdálkodás (Software Asset Management – SAM) szabványos végrehajtását, eleget téve ezzel a vállalatirányítási követelményeknek, és általában biztosítsa az informatikai szolgáltatások irányításának eredményes támogatását”.

- Az ISO/IEC 19770-2 Information Technology – Software asset management - Part 2: Software identification tag szabvány a telepített szoftvereket egyértelműen és hitelesen azonosító információk leírását, valamint ezeknek az információknak az elhelyezésére, alkalmazására vonatkozó követelményeket tartalmazza. A dokumentum alapvetően a szoftvergyártókra vonatkozó elvárások rögzítése annak érdekében, hogy az előállított szoftvereszközök pontosan azonosíthatóak, így a felhasználó szervezet számára is könnyen kezelhetőek legyenek. A szabvány elérhető az ISO () weboldalán.

## MSZ ISO/IEC 19770-1
A szabvány 2008 szeptember elején magyar nemzeti szabványként is megjelent a Magyar Szabványügyi Testület (MSZT), a BSA Magyarország Archiválva 2008. december 19-i dátummal a Wayback Machine-ben és az IPR-Insights Kft. együttműködésének eredményeképpen. A szabvány magyar nyelvű szövegváltozatának szakmai előkészítését az IPR-Insights Kft. végezte, majd ezután a végleges szövegváltozat az MSZT illetékes informatikai műszaki bizottságában történt egyeztetések alapján készült el.

## Külső hivatkozások
- Az ISO/IEC 19770 szabvány
- Az MSZ ISO/IEC 19770-1 szabvány megvásárlása[halott link]
- Az ISO/IEC 19770-1 szabvány megvásárlása az iso.org-on
- Az ISO/IEC 19770-2 szabvány megvásárlása az iso.org-on
- Felkészítés ISO tanúsítvány megszerzésére
- ISO minősítés